# Bash! (альбом Дейва Бейлі)
Bash! — студійний альбом американського джазового ударника Дейва Бейлі, випущений у 1961 році лейблом Jazzline.

## Опис
Цей альбом ударник Дейв Бейлі записав у складі секстету, до якого увійшли трубач Кенні Доргем, тромбоніст Кертіс Фуллер, піаніст Томмі Фленаган, тенор-саксофоніст Френк Гейнс і контрабасист Бен Такер.
Серед композицій «Grand Street» Сонні Роллінса, «Oscar for Oscar» Кенні Доргема, «Osmosis» Озі Джонсона, також джазові стандарти «Like Someone In Love» і «Just Friends».

## Список композицій
1. «Grand Street» (Сонні Роллінс)  — 5:57
2. «Like Someone In Love» (Джонні Берк, Джиммі Ван Гейзен) — 3:55
3. «Oscar for Oscar» (Кенні Доргем)  — 7:30
4. «Osmosis» (Озі Джонсон)  — 10:28
5. «Just Friends» (Джон Кленнер, Сем Льюїс)  — 3:37
6. «Soul Support» (Норріс Терні)  — 5:07

## Учасники запису
- Дейв Бейлі — ударні
- Кенні Доргем — труба
- Кертіс Фуллер — тромбон
- Френк Гейнс — тенор-саксофон
- Томмі Фленаган — фортепіано
- Бен Такер — контрабас

Технічний персонал
- Фред Норсворті — продюсер